# 46 Leonis Minoris
46 Leonis Minoris (Praecipua, Praecipula, o Leonis Minoris) é uma estrela na direção da Leo Minor. Possui uma ascensão reta de 10h 53m 18.64s e uma declinação de +34° 12′ 56.0″. Sua magnitude aparente é igual a 3.79. Considerando sua distância de 98 anos-luz em relação à Terra, sua magnitude absoluta é igual a 1.41. Pertence à classe espectral K0III-IV.